# 戈特弗里德·卢多尔夫·康普豪森

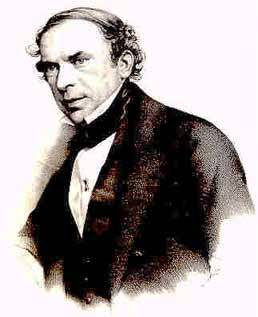
康普豪森

戈特弗里德·卢多尔夫·康普豪森（德語：Gottfried Ludolf Camphausen；1803年1月10日—1890年12月3日），普鲁士商人、银行家、政治人物，曾于1848年担任普鲁士第二任总理。
康普豪森于1803年生于盖伦基兴的商人家庭，1830年迁往科隆，经营谷物和油坊贸易。1839年成为科隆商会主席。1840年，于科隆建立银号，翌年成立莱茵轮船公司。
1843年，康普豪森成为莱茵省议会议员；1847年成为普鲁士联合邦议会议员。经济上，他主张国家奖励生产和航运，并扩大德意志关税同盟至沿海各邦。政治上，参与创办了《莱茵报》，观点属于温和自由派，被普王腓特烈·威廉四世视为可以合作的反对派领袖。1848年革命后，康普豪森在3月29日上任普鲁士总理，但其自由派观点无法令周遭的保守封建官僚满意，其偏温和的观点亦不能迎合革命派和激进派的要求，因而在短短三个月内，其内阁便失去信任。6月20日，康普豪森辞职，一个月后就任法兰克福国民议会的普鲁士代表，又在1849年4月辞职，彻底退出政界。
隐退后的康普豪森转向天文学研究，1868年退出商界，1890年12月3日逝世于科隆。